# 護得久栄昇
護得久 栄昇（ごえく えいしょう）は、お笑いコンビ『ハンサム』の金城博之が扮するコントキャラクター。FECオフィス所属。所属レコード会社はテイチクエンタテインメント
沖縄県首里市出身の民謡歌手として実際に歌手としてテイチクよりデビューしており、ローカルタレントの1人としてテレビ、ラジオ、企業CM、各種イベントなどで活躍している。

## 概要
沖縄県で活動を展開する芸能事務所『FECオフィス』の中核部門「演芸集団FEC」に所属するお笑いコンビ『ハンサム』のボケ担当・金城博之（きんじょう ひろゆき）の持ちネタの1つ。キャラクターは、金城の相方であるツッコミ担当・仲座健太の考案。
ウサギの毛並みのようにふかふかと柔らかい角刈頭、異様に太く暑苦しい眉毛と主張の強いほうれい線、営業中の舞台上にさえ持ち込むセカンドバッグがトレードマーク。
好きなものは楽屋弁当（余りが出たら必ずもらって帰る）、クルザーター、コーヒー、さんぴん茶、レモンケーキ、マドレーヌ。苦手なものは算数、英語。高所恐怖症、雷。

## 人物設定
首里城敷地内の一角にある民謡研究所『護得久流民謡研究所』初代会長、並びに護得久流民謡最高師範。20代の頃に実父の護得久栄豊（ごえく えいほう）に師事し、その技術を修めて以降も一切のマスメディア出演を良しとせず半生を護得久流民謡一筋に捧げてきたが、門下生の1人であるよなは徹の「師匠を世の中に出したい」という熱意と行動力に負け、とうとう重い腰を上げて音楽業界に足を踏み出した。
栄昇当人は「沖縄に著作権は無いよ！」（「世の中のありとあらゆる音楽は全人類の共有財産であり、音楽界に身を置く沖縄県出身者の間では日常茶飯事」という持論）の信念を貫いており、異文化を寛容に享受・変換する沖縄特有のチャンプルー精神も相まって琉歌や口説（くどぅち）を継承する伝統派民謡歌手の立場にありつつもレゲエやラップ、ブルース、ポップス、ムード歌謡をも取り入れる柔軟、且つ自由闊達な創造性によってその音楽性を拡大し続ける。
40年以上の芸歴を持ちながら沖縄民謡歌手に必須とも言える三線の腕前には自信が無く、本人も「押さえる弦を確認しようと目を離したら、もう工工四（くんくんしー）が追えなくなるさ」と正直に拙さを白状する他、メディア出演を始めた頃は着流しの着付けすらも怪しい場面（帯の幅が広い、帯の結び目が奇妙な形、着物の柄の呼称を知らない、襦袢の代わりにTシャツを着ている、二着しか持っていない長着を着回しているなど）が多々あった。
家族構成は栄昇を含めて男系3世代4名であり（父の栄豊、弟のリュウイチ）妻や母、祖父母については言及されていない。
栄昇が着用している金色の腕時計はロレックスではなく、セルフブランドの『ゴエックス』（\2.980-）。また、肌身離さず持ち歩くセカンドバッグの中には予備の小型セカンドバッグが入っており、さらにその中に自身のCDアルバムや参加イベントの出演料などが記された明細を入れておく奇妙なクセを持つ。また、世に出るきっかけとなった『愛さ栄昇節』（かなさえいしょうぶし）発表の約5年前に喉を患って以来、過度に熱い・冷たい・辛い飲食物を自主的に制限して喉のケアに努めている。
普段は一人称をヤマトゥグチの「私」（わたし）で通しているが、舞台に立った際の決め文句などではウチナーグチの「我」（わん）を使い分けている。

## 性格
沖縄民謡界の重鎮という自負もあってか異様にプライドが高く、どんな場所に赴いてどんな人物に会っても「（私が誰だか改めて説明しなくても）わかるよね？」と凄みを効かせ、自分に対して失礼な振る舞いを取った相手にはすかさず「チンダミするよ？」（本来は三線の調律を指す用語であり、護得久栄昇の用法上では「体罰も辞さないお仕置き」）と返す。加えて年功序列に酷く厳しく、明らかに自分より若い者には「たーがしーじゃか?!（誰が先輩だ?!）」と問い詰めて歯向かう気力を根こそぎ奪う。
独特な人柄のせいか門下生との信頼関係は微妙であり、月末に支払われるべき月謝の振り込みが遅れたり三線を隠されたりしているため、近頃は民謡研究所での活動だけでは生活が苦しく、数年前からFECオフィスでお笑い芸人のアルバイトを兼業している。その折、諸々の事情で参加を断念せざるを得なくなった金城の代わりにその相方である仲座と『O-1グランプリ』2017年大会に「コント・コーヒーショップ」で出場。持ち前の強烈なインパクトで一気に沖縄県民間の知名度を獲得した。栄昇曰く「私がFECオフィスに雇われていると勘違いしている人が多いが、それは違うんだね。FECオフィスが、我が護得久流門下に入ったんだね」としており、これに伴い「伝統芸能部門」が新設された。

## 活動
自身の民謡研究所で護得久流の練磨と指導に明け暮れ、世間的には知る人ぞ知る存在でしかなかったものの、先述の知名度獲得によって瞬く間に売れっ子となり、2018年にはヴィレッジヴァンガードとのコラボ商品が発売され、Tシャツが増刷されたりと雑貨、グッズでも引き合いの強さが証明された。デビューしてからのTVCM出演本数が60本を越えた(2022年10月現在)。2018年末に沖縄県内で活動するお笑い芸人では難しいと言われてきた月収3桁越え達成の事実を所属事務所の社長・山城智二と相方の仲座に生放送のラジオ番組内で暴露された。
長く金銭事情で苦しい思いをした反動からか、メジャーデビュー以降はステージに立つ度に積極的なPR活動（CD販売の宣伝、企業CMへの出演売り込みなど）に勤しみ、その反面で財布の紐をますます固く縛るドケチ振りにも拍車が掛かっている。特に、CD販売については「『護得久のCDを買った』と言えるのは10枚からだよ」といささか強引な面を見せ、新調した角帯や本蛇革のセカンドバッグなど衣装の大半は好意によって譲られたものである。
栄昇には直属のクリエイトチーム『護得久組』が存在し、門下生（よなは、KUGANI、東外門清順、花やから、仲座、山城など）が栄昇抜きで企画会議を開いている事がよくある。栄昇、よなは、花やからの人気の三組が揃い踏みする舞台はプレミアステージとさえ称され、テレビ番組やイベントでの数回しか実現していない。沖縄県内でのイベントで栄昇と花やからが共演するともなれば、会場は開演1時間前から席取りの人で早々に混雑し、階段にもびっしりと立ち見が出る程の人気ステージとなっている。
徐々に全国にも名前が知られ始め、2023年5月14日に東京渋谷で開催されるよなは徹氏とのツーマンライブ「護得久流民謡研究所関東支部発表会」はチケット発売から18日でソールドアウトとなった。

## アルバムリリース

### 護得久栄昇大全
よなはが栄昇を世間に送り出すため、楽曲の提供からアルバムのプロデュースまで手がけて作り上げた1stアルバム『護得久栄昇大全』は、タワーレコードのバックアップもあり、P-vineレコードより全国発売となった。「本人以外、すべて本物」であり、歌と笑いを織り交ぜた実験的作品となっている。iTunesの歌謡曲部門でも1位を獲得。ビクターエンタテインメントのコンピレーションアルバムにより、名立たる沖縄民謡楽曲に並びデビュー曲『愛さ栄昇節』が選曲された。所属事務所のレーベルコンピアルバムが2018年10月31日に発売（ビクターより）され、その中の収録曲として新曲「マドレーヌ節」を発表している。

### 護得久栄昇大全Ⅱ
2022年11月10日放送のRBCiラジオ「護得久栄昇アワー」において、2023年1月18日にテイチクエンタテインメントより2ndアルバム「護得久栄昇大全２」がリリースされることが発表された。
完全メジャーデビューとなった2作目のアルバムは前作に引き続き、よなは徹が全面プロデュース。音楽クリエーターの赤嶺勝也や東外門清順、ドン久保田真弘などの面々に加え、TV番組で共演中のフリーアナ金城まり子やジリ・ヴァンソン、第7回世界のウチナーンチュ大会テーマソングの作詞家・東恩納盛雄らが参加。アルバムタイトル揮毫は護得久の強い希望により書道家の豊平峰雲氏（故人）の文字を引き続き使用している。大御所民謡歌手・元ちゃんこと前川守賢が書き下ろ した「Mr.バンシルーチャメ！おじさん」をはじめ、沖縄本島三大繁華街（那覇の栄町、沖縄市の中の街、名護市のみどり街）での恋物語を人気民謡歌手の山川まゆみとのデュエットで綴る「沖縄夜のまち情話（ブルース）」、沖縄の定番菓子を大兼のぞみと歌う「タンナファクルー節」、伝統風習ヒヌカンをテーマにした舞踊集団花やからと歌う「1&15」「模合節」、慰霊の日に発表され話題となった「椿油とワンピース」やネタも含む全15曲（CD版は16曲収録）。
護得久栄昇大全ⅡはiTunes歌謡曲部門でまたもや1位を獲得。さらにオリコンデイリーチャート演歌歌謡曲部門でも2位を獲得している。（全部門でも42位と健闘している）
セカンドアルバムには販売ノルマ（1000枚）があるらしく「水と電源と護得久、CD販促ツアー」と題した条件付きの無料LIVEツアーを沖縄県内で2023年1月からスタートさせている。
メジャーデビューの日にアルバム発表記者会見をFECオフィスのバサナイスタジオから行った。この日集まった県内メディア4社（沖縄タイムス社、琉球新報社、オキナワグラフ、Webザテレビジョン）に加え、県外メディアのスポーツ報知などが参加し、同日ニュースとして報じられた。記者会見の模様はYouTubeでも生配信され全世界に中継された。

## ディスコグラフィー

### CDアルバム
アルバム
「護得久栄昇大全Ⅱ」テイチクエンタテインメント（2023.1.18）
iTunes歌謡曲部門1位／オリコンデイリー演歌歌謡曲部門2位
1. 出羽
2. 愛さ栄昇節Ⅱ（Album ver）
3. Mr.バンシルーチャメ！おじさん　※前川守賢・提供楽曲
4. タンナファクルー節
5. 宇宙人V～いっぱいいるなら長男から来なさい！～
6. 護得久栄昇のどぅまんぎたベスト３
7. 愛さハミガキ節（たっくゎし ver）
8. 1&15 ワンアンドフィフティーン
9. 模合節
10. 沖縄夜のまち情話（ブルース）※ゲスト：山川まゆみ
11. 護得久栄昇の負けじ魂Ⅱ
12. 椿油とワンピース
13. 笑売繁盛節
14. シーサーは笑ってる
15. 入羽
16. ムスマイニーニー※CDのみの特別トラック

「クヮッチーノイズ」Victor Entertainment（2018.10.31）
1. 愛さ栄昇節（Single Ver）
2. 護得クッキー！栄ショコラ！
3. たーがしーじゃか（Single Ver）
4. 汝ぐとーるむんが（Single Ver）
5. マドレーヌ節
6. わかるよね口説〜護得久栄昇は常に用意周到〜feat.MC護佐丸
7. 護得久栄昇チンダミ口説

「ベストヒット！沖縄ソングス」Victor Entertainment（2018.07.25）
1. 愛さ栄昇節（Single Ver）収録。

「護得久栄昇大全」P-VINE（2017.10.18）
iTunes歌謡曲部門1位
1. 出羽
2. 愛さ栄昇節（Album ver）
3. 愛さコーヒー節~護得久栄昇 feat.前川守賢
4. たーがしーじゃか(たっくゎし Ver)
5. 護得久流 体験レッスン
6. れもんけーき節
7. 護得久流 栄昇マーチ feat. 舞踊集団花やから ちびぃーず
8. 護得久栄昇ブルース
9. 護得久栄昇の負けじ魂
10. 汝ぐとーるむんが
11. 護得久音頭
12. 入羽
13. 愛さ栄昇節(KUGANI Remix)

配信限定曲
- Mr.バンシルーチャメ！おじさん（2023.1.11）
- 愛さ栄昇節Ⅱ（2022.12.21）※iTunes歌謡曲部門19位
- タンナファクルー節(2022.11.16)※iTunes歌謡曲部門18位
- 愛さハミガキ節（2019.11.13）
- 護得久栄昇チンダミ口説（2018.09.19）
- わかるよね口説〜護得久栄昇は常に用意周到〜feat.MC護佐丸（2018.05.09）
- 護得クッキー！栄ショコラ！（2018.02.14）(RBC琉球放送「沖縄BON!」2月エンディング曲)
- たーがしーじゃか（2017.06.28）※全国リリースは7/5
- 汝ぐとーるむんが（2017.05.17）
- 愛さ栄昇節（2017.04.05）

### ミュージックビデオ
- 「愛さ栄昇節」
- 「愛さ栄昇節 (KUGANI Remix)」
- 「Mr.バンシルーチャメ！おじさん」

## 受賞
- 第29回新唄大賞大衆賞　受賞曲「愛さ栄昇節」[11]（ラジオ沖縄）
- 令和6年度地域警察業務協力功労[12]（沖縄県警察）
- 沖縄県警察本部地域部通信指令課一日通信司令官[13]

## 出演

### ラジオ
- ゴールデンアワー（火曜日「護得久栄昇先生の人生相談」）（FM沖縄）※レギュラー番組
- 護得久栄昇アワーなにわファイターズ（RBC iラジオ）※レギュラー番組
- かりゆし☆らんど「ちんだみ☆ランド」（FMヨコハマ）※レギュラー番組
- 沖縄熱中倶楽部（NHKラジオ第1）
- ラジオいきいき健康あいらんど～護得久栄昇の健康チンダミ（FM沖縄）
- ちょうどいいラジオ（FMヨコハマ）
- HONMOKU RED HOT STREET（FMヨコハマ）
- 鬼スポ 花の応援団!（RKB毎日放送ラジオ）
- あべちゃんトシ坊！こりない二人のOh！キュ～ット倶楽部（RKB毎日放送ラジオ）
- Tresen Friday（FMヨコハマ）
- GO!GO!フライデーショー!（ラジオ大阪）
- 門馬良のこころ鏡うた鏡（RKB毎日放送ラジオ）
- R!ジャック（KBCラジオ）
- 六本松サテライト（NHK福岡）
- Lovely Day♡～hana金～（FMヨコハマ）
- Good Luck! Morning!（FM NACK5）

ラジオCM
| 公開日 | イベント                                                   | 備考 |
| ------ | ---------------------------------------------------------- | ---- |
|        | 「インフォマート」                                         |      |
|        | 「紅茶花伝」（沖縄限定）                                   |      |
|        | 「沖縄県節水対策」                                         |      |
|        | 「WINNER」(沖縄限定)                                       |      |
|        | 「美ら島おきなわ文化祭」                                   |      |
|        | 「NEXCO西日本」                                            |      |
|        | 「DMMかりゆし水族館」                                      |      |
|        | 「沖縄食糧」                                               |      |
|        | 「沖縄県歯科医師会」                                       |      |
|        | 「運転代行キャッチャー」                                   |      |
|        | 「やえせ整形外科」                                         |      |
|        | 「沖縄第一興商」                                           |      |
|        | 「アリカワコウヘイ！展 in 沖縄」                           |      |
|        | 「アップルパーク」                                         |      |
|        | 「沖縄県交通安全協会連合会・交通安全わかるよね〜チャメ編」 |      |
|        | 「JA-SS」                                                  |      |
|        | ぐしけんパン「なかよしパン」                               |      |
|        | 「USEN Register（Uレジ）」                                 |      |
|        | 「沖縄ソーラー」                                           |      |
|        | 「水道週間」                                               |      |
|        | 「やよい軒」                                               |      |
|        | 「ラミネックスセンター」                                   |      |
|        | 「アメリカンガレージ名古屋」                               |      |
|        | 「県税徴収月間」                                           |      |

### テレビ
沖縄県内のテレビ番組
- Aランチ（琉球放送）※レギュラー番組
- FECのひまだったんでこんなこと考えてみた！（琉球放送）
- おきなわHOTeye（NHK沖縄）
- 十時茶まで待てない！（琉球朝日放送）
- CATCHY（琉球朝日放送）
- 郷土劇場・oh!笑いけんさんぴん (沖縄テレビ）
- ひーぷーホップ（沖縄テレビ）
- Mr.KINJO-TV (沖縄テレビ）
- しまくとぅばであそぼ

沖縄県外のテレビ番組
- スッキリ（日本テレビ）
- ジンギス談！（HBCテレビ）
- スピードワゴンの月曜The NIGHT（2018年8月20日[14]、27日、AbemaTV）
- その他の人に会ってみた (2019年5月7日、TBSテレビ)
- 日本列島ローカルスクープ なんてニュースだ！もういいゼ！（2019年7月13日、フジテレビ）
- マツコ会議（2020年12月12日、日本テレビ）
- ゆめはここから深夜放送・ラッキー（2022年4月8日、青森朝日放送）
- 九州沖縄〇〇すぎる選手権！1・2・３（NHK福岡）
- 六本松サテライト（NHK福岡）
- 地元じゃ負け知らず（MBS毎日放送）
- めざましテレビ（2023年9月13日、フジテレビ）

特別番組等
- 新春民謡紅白歌合戦（RBC琉球放送）
- 新春島唄の祭典（OTV沖縄テレビ）
- 新春!oh笑いO-1グランプリ（OTV沖縄テレビ）
- お笑いバイアスロン（QAB琉球朝日放送）
- オキペディア（RBC琉球放送）
- ゴリん家で語やびら（OTV沖縄テレビ）
- 第31回イチャリバチョーデーＪＡＬ琉球民謡大会（OTV沖縄テレビ）
- 第32回イチャリバチョーデーＪＡＬ琉球民謡大会（OTV沖縄テレビ）

テレビCM
| 公開日 | イベント                                                   | 備考                     |
| ------ | ---------------------------------------------------------- | ------------------------ |
|        | 「インフォマート」                                         |                          |
|        | 「紅茶花伝」（沖縄限定）                                   |                          |
|        | 「い・ろ・は・す（I LOHAS）」（沖縄限定）                  |                          |
|        | 「沖縄タイムス+プラス」                                    |                          |
|        | 「キリン免疫ケア」（沖縄限定）                             |                          |
|        | 「コカ・コーラ」(沖縄限定)                                 |                          |
|        | 「WINNER」(沖縄限定)                                       | ※全国版は木村拓哉        |
|        | 「SUUMO」(沖縄限定)                                        |                          |
|        | 「浦添城址石材」                                           |                          |
|        | 「沖縄県美らパーキング」                                   |                          |
|        | 「美ら島おきなわ文化祭2022」                               |                          |
|        | 「沖縄県整形外科医会・ロコモ体操」                         |                          |
|        | 「NEXCO西日本」                                            |                          |
|        | 「RBC復帰50周年記念グスージCM」                            |                          |
|        | 「西日本シロアリ」                                         | （沖縄・鹿児島県内でOA） |
|        | 「朝日大学」                                               |                          |
|        | 「ほっともっと・麩ちゃんぷるー弁当」                       |                          |
|        | 「STOP!受動喫煙」受動喫煙対策推進事業                      |                          |
|        | 「まいにちに。おきなわ」                                   |                          |
|        | 「DMMかりゆし水族館」                                      |                          |
|        | 「NTTdocomo・d払い」                                       |                          |
|        | ライオン歯みがき大使「LION美らAction」                     |                          |
|        | 「運転代行キャッチャー」                                   |                          |
|        | 「沖縄県交通安全協会連合会・交通安全わかるよね〜チャメ編」 |                          |
|        | 「ビッグワン」                                             |                          |
|        | 「ほっともっと・ゴーヤー弁当」                             |                          |
|        | 「おきなわメンズクリニック」                               |                          |
|        | 「キリン午後の紅茶」                                       |                          |
|        | 「USEN Register（Uレジ）」                                 |                          |
|        | 「会計ソフトfreee」                                        |                          |
|        | 「沖縄ユーポス」                                           |                          |
|        | 「沖縄県・市町村・国保連合会 国保税(料)納付促進」          |                          |
|        | 「沖縄ファミリーマート」                                   |                          |
|        | 上間菓子店「スッパイマン」                                 |                          |
|        | 「しゃぶしゃぶダイニング浦崎」                             |                          |
|        | 「沖縄県国保連合会 国保切り替え」                          |                          |
|        | 「OCS冬のキャンペーン」                                    |                          |
|        | 「メガネの21」                                             |                          |
|        | 「損保ジャパン日本興亜ひまわり生命」                       |                          |
|        | OTV沖縄テレビ「ステーションCM」                            |                          |

TV/街頭ビジョンCM
| 公開日 | イベント                           | 備考 |
| ------ | ---------------------------------- | ---- |
|        | 「パナソニックかってにスイッチ！」 |      |
|        | 「乾杯王」                         |      |

### 広告・イメージキャラクター
| 公開日 | イベント                                                    | 備考 |
| ------ | ----------------------------------------------------------- | ---- |
|        | 宮古島横丁                                                  |      |
|        | SNS広告「タクシードライバー向け求人情報サイトDRIVER FIRST」 |      |
|        | 街頭ビジョンCM「健康なは21」                                |      |
|        | DMMかりゆし水族館音声ガイド・沖縄篇                         |      |
|        | 沖縄県飲酒運転撲滅運動・ポスターキャラクター                |      |
|        | JA共済沖縄イメージキャラクター                              |      |
|        | 久米仙酒造「久米仙古酒ゴールド」ポスターキャラクター        |      |
|        | カーシャンプー「SPASHAN」イメージキャラクター               |      |
|        | 沖縄ユーポスイメージキャラクター                            |      |
|        | 村上農園「豆苗・スプラウト野菜」イメージキャラクター        |      |
|        | 沖縄県歯科医師会「歯がんじゅう月間」イメージキャラクター    |      |
|        | 乾杯王イメージキャラクター                                  |      |
|        | 運転代行キャッチャーバス広告                                |      |
|        | 太陽光発電リネクトイメージキャラクター                      |      |

### 連載
- おきなわ倶楽部「護得久栄昇のチンダミ相談室」
- 沖縄タイムス社「ブラゴエク」（不定期出演）

### フェス
- 琉球フェスティバル2017（日比谷野外音楽堂）
- 奈良ムジークフェスタ2018（奈良公園春日野園地特設屋外ステージ）
- ハイサイ！琉球まつり！2018（服部緑地野外音楽堂）
- OKINAWAまつり in 代々木公園2018
- 第6回、第7回沖縄チャンプルーカーニバル supported by みなとみらい東急スクエア
- オリオンビール Presents Last平成 CountDown Live in OKINAWA（沖縄コンベンションセンター展示棟）
- 真夏の沖縄音楽フェスティバル2019（新歌舞伎座・大阪府)
- 沖縄音楽フェスティバル（新宿文化センター・大ホール）
- 新宿エイサーまつり・オープニングセレモニー
- HY SKY Fes2023（沖縄県総合運動公園 多目的広場）
- OKINAWA FES. 2023（代々木公園イベント広場）
- Okinawaまつり2024（代々木公園イベント広場）

### その他
- 2018年プロ野球キャンプ応援団長就任[15]
- 沖縄県立博物館・美術館1日館長[16]